# Rolando Palacios
Cruz Rolando Palacios Castillo (né le 3 mai 1987 à Sambo Creek, département d'Atlántida) est un athlète hondurien, spécialiste du sprint.
C'est un Garifuna.

## Carrière
Le 15 août 2009, lors des Championnats du monde 2009 de Berlin, il terminera 6e de son quart de finale en 10 s 24 (+0,1 m/s) derrière Daniel Bailey, Usain Bolt, Monzavous Edwards, Churandy Martina et Simeon Williamson. Il réalisa son meilleur temps de la saison.
Le 20 août 2009, il termine 7e en 20 s 67 de sa demi-finale du 200 m des Championnats du monde de 2009 à Berlin, réalisant une nouvelle fois son meilleur temps de la saison.
Il remporte la médaille d'argent sur 200 m lors des Championnats Ibéro-américains 2010. Il remporte le titre du 100 m, d'un souffle, lors des Jeux d'Amérique centrale et des Caraïbes de 2014 au Mexique.
Il est sélectionné pour représenter le Honduras sur 100 m lors des Jeux olympiques de Rio, au titre de l'universalité.
Le 5 août 2016, il est le porte-drapeau du Honduras lors de la cérémonie d'ouverture des Jeux olympiques de 2016 à Rio.

## Palmarès
| Date | Compétition                              | Lieu         | Résultat | Epreuve | Temps   |
| ---- | ---------------------------------------- | ------------ | -------- | ------- | ------- |
| 2009 | Universiade                              | Belgrade     | 1er      | 100 m   | 10 s 30 |
| 2010 | Championnats ibéro-américains            | San Fernando | 2e       | 200 m   | 21 s 20 |
| 2014 | Championnats ibéro-américains            | São Paulo    | 3e       | 200 m   | 20 s 60 |
| 2014 | Jeux d'Amérique centrale et des Caraïbes | Xalapa       | 1er      | 100 m   | 10 s 27 |